# 温州专区
温州专区，中华人民共和国浙江省已撤销的专区，在今浙江省东南部。1949年置，专员公署驻温州市。辖永嘉、乐清、文成、平阳、青田、玉环、泰顺、瑞安8县。
1952年，原丽水专区所属丽水、云和、龙泉、庆元、景宁5县划入温州专区。1953年，由玉环县析置洞头县；以平阳县的矾山区设明矾矿区。1954年，原属台州专区的温岭、黄岩、仙居3县和海门区划入温州专区。辖17县、2区。
1956年，将仙居县划归宁波专区；撤销海门区，并入黄岩县；撤销明矾矿区，并入平阳县。1957年，将温岭、黄岩2县划归台州专区。温州专区辖14县。
1958年，专区辖县作以下调整：
1. 撤销洞头县，并入玉环县；
2. 撤销文成县，并入瑞安县；
3. 撤销云和县，并入景宁、龙泉、丽水3县；
4. 撤销庆元县，并入龙泉县。

同年，台州专区的临海、温岭、黄岩、仙居4县划入温州专区。辖14县。
1960年，撤销玉环县，并入温州市和温岭县；撤销景宁县，并入丽水县。1961年，恢复文成县。1962年，恢复云和县；将临海、温岭、黄岩、仙居4县划归台州专区。专区辖10县。
1963年，将丽水、青田、云和、龙泉4县划归丽水专区。1964年，恢复洞头县。
1970年，改名为温州地区。温州地区初辖永嘉、乐清、文成、平阳、泰顺、瑞安、洞头7县。1981年分平阳出苍南县。1984年与温州市地市合并。